# Georges Eo
Georges Eo (Lorient, 7 novembre 1948) è un allenatore di calcio ed ex calciatore francese, di ruolo centrocampista.

## Carriera

### Calciatore
Ha totalizzato 185 incontri e 17 reti in nove stagioni di massima divisione francese, detenendo anche il primato di incontri disputati in massima serie con la maglia del Paris FC.

### Allenatore
La sua carriera di tecnico è prevalentemente legata al Nantes, dove ricoprì il ruolo di vice allenatore a partire dal 1987, dopo aver allenato alcune squadre di seconda divisione. Assunse la guida della prima squadra nella stagione 2006-2007 sostituendo Serge Le Dizet ma dopo pochi mesi, con la squadra penultima in classifica, venne sollevato dall'incarico con la proposta di rimanere nella società con un impiego amministrativo. Tali condizioni vennero tuttavia rifiutate da Eo che decise quindi di licenziarsi dal Nantes, ottenendo anche dalla società un risarcimento tramite vie legali.